# سوفیا هوهانیسیان
سوفیا پطروسی هوهانیسیان (ارمنی: Սոֆյա Պետրոսի Հովհաննիսյան؛ انگلیسی: Sofia Hovhannisyan؛ زادهٔ ۱۲ سپتامبر ۱۹۳۹) یک بیوشیمی‌دان و استاد اهل ارمنستان است.

## زندگی‌نامه
در  ۱۲ سپتامبر ۱۹۳۹ ‏در لنیناکان به دنیا آمد و از دانشگاه دولتی ایروان (۱۹۶۲) فارغ‌التحصیل شد. 

## یادداشت
1. ↑  կենսաբանական գիտությունների դոկտոր